# Чуичи Нагумо
Чуичи Нагумо (на японски: 南雲 忠一) е японски адмирал от Императорския военноморски флот на Япония, участвал във Втората световна война.
Нагумо предвожда основното авионосно съединение, 1-ви въздушен флот (Кидо Бутай), по време на нападението над Пърл Харбър и битката при Мидуей. Самоубива се по време на битката за Сайпан.

## Ранен живот
Роден е в Йонезава, префектура Ямагата на 25 март 1887 г. Завършва Военната академия на Императорския флот през 1908 г., осми по успех от общо 191 кадети. Като курсант служи на бронепалубните крайцери „Соя“ и „Ниитака“, както и на броненосния крайцер „Ниссин“.
След като е повишен на мичман втори ранг през 1910 г., е назначен на служба на крайцера „Асама“.
Завършва обучение по торпеда и корабна артилерия и е повишен на младши лейтенант, след което е изпратен на служба на борда на корабите „Аки“ и „Хацуюки“. През 1914 г., вече като лейтенант, е назначен на линейния крайцер „Киришима“, а след това на разрушителя „Суги“. На 15 декември 1917 г. му е поверено командването на разрушителя „Кисараги“.
През 1920 г. Нагумо завършва Висшата военноморска академия на Императорския флот и е повишен на капитан трети ранг. Специализира в тактиките с разрушители и торпедните тактики. През 1920 – 1921 г. е капитан на разрушителя „Моми“, но е изпратен на брега и натоварен с различни задачи от Генералния щаб на флота. В периода 1925 – 1926 г. Нагумо е на японска мисия за изучаване на военноморските бойни стратегии, тактики и екипировка в Европа и САЩ. След като се завръща в Япония, той е назначен за капитан на артилерийския катер „Сага“, а след това на „Уджи“ до ноември 1927 г. Назначен е за преподавател във Военната академия на Императорския флот до 1929 г., когато е повишен на капитан и назначен за командир на лекия крайцер „Нака“. В периода 1931 – 1933 г. заема административни длъжности, включително и командир на 11-а есминска дивизия, а впоследствие командва тежкия крайцер „Такао“ (1933 – 1934) и линейни кораб „Ямаширо“ (1934 – 1935). На 1 ноември 1935 г. е произведен в контраадмирал.
Като контраадмирал, Нагумо командва 8-а крайцерска дивизия, поддържайки действията на Императорската армия на Япония в Китай от Жълто море. По това време кариерата му вече се развива и от политически фактори. В периода 1937 – 1938 г. е ръководител на Торпедисткото училище, а през 1938 – 1939 г. е командир на 3-та крайцерска дивизия. На 15 ноември 1939 г. е повишен на вицеадмирал, като в периода ноември 1940 г. – април 1941 г. е командир на Военноморския военен колеж.

## Втора световна война
На 10 април 1941 г. Нагумо е назначен за главнокомандващ 1-ви въздушен флот – основното авионосно съединение на Императорския флот. Много съвременници и историци се съмняват в неговата пригодност за тази позиция, имайки предвид недостатъчните му познания в областта на военноморската авиация. По това време вече е стар, както физически, така и психически. Страда от артрит, вероятно от младите си години, когато практикува кендо.
Адмирал Нишизо Цукахара се съмнява относно назначението на Нагумо, коментирайки, че Нагумо е „офицер от старата школа, който си няма представа за възможностите и потенциала на военноморската авиация“. Все пак, много от младшите офицери под командването на Нагумо го считат за бащинска фигура.
Въпреки сравнително малкия си опит, той е твърд застъпник за комбинирането на морските и въздушните сили, макар да се противопоставя на плана на адмирал Исороку Ямамото за нападане на американската база в Пърл Харбър. Командвайки 1-ви въздушен флот, Нагумо участва в нападението над Пърл Харбър, но по-късно е критикуван за това, че не е предприел трета атака, която възможно би унищожила запасите с гориво и ремонтните съоръжения. Това би направило най-важната американска военноморска база в Тихия океан напълно безполезна.
Нагумо е заобиколен от много талантливи лейтенанти, включително Минору Генда и Мицуо Фучида. Справя се добре в хода на кампниите от началото на 1942 г., командвайки флота по време на бомбардировката на Дарвин (Австралия) и нападението на британския Източен флот в Индийския океан, в хода на което адмирал Джеймс Съмървил се оттегля в Източна Африка.
Битката при Мидуей през юни 1942 г. довежда почти безупречната кариера на Нагумо до край. По време на битката, американски бомбардировач Martin B-26 Marauder е тежко повреден от зенитен огън и се насочва директно към мостика на самолетоносача „Акаги“. Самолетът, или опитвайки се да се взриви в кораба, или изгубил контрол от щетите, едвам не се разбива в мостика, което би убило както Нагумо, така и командващия му щаб. Възможно е това преживяване да е допринесло за последващата решителност на Нагумо да предприеме още една офанзива към Мидуей, макар това да е пряко неподчинение на заповедите на Ямамото да се поддържа резервна сила, готова за противокорабни действия. Тежкото бомбардиране на „Акаги“ и загубата на два самолетоносача вероятно са го лишили от останалата му увереност в победата. Когато Нагумо осъзнава сериозността на положението, той изпада в състояние на шок. Свидетели разказват, че той е стоял до корабния компас, съзерцавайки пламъците върху корабите си в транс. Макар да е помолен да напусне кораба, Нагумо не помръдва, а само промърморва, че „не е време още“. В крайна сметка, началник-щабът на Нагумо, Рюносуке Кусака, успява да го убеди, а Нагумо с едва забележимо кимване и просълзени очи се съгласява. Нагумо и щабът му се евакуират през предните прозорци на мостика с въже. Първи въздушен флот изгубва четири самолетоносача в повратната битка при Мидуей, а огромните загуби на опитни летци и персонал, поддържащ самолетоносачите, се оказват пагубни за представянето на Императорския флот в по-късните му схватки. След тази битка Япония започва да губи стратегическата си инициатива в Тихоокеанската война. Нагумо планира да се самоубие, но е разубеден от Кусака. От този момент нататък Нагумо изгубва агресивността и ефективността си в битка.
След това Нагумо е преназначен като главнокомандващ на 3-ти флот и командва самолетоносачи в Гуадалканалската операция, макар действията му в нея да са като цяло нерешителни и бавно пропиляват морската мощ на Япония.

## Последни години
На 11 ноември 1942 г. Нагумо е изпратен на сушата, за да командва военноморския район Сасебо. На 21 юни 1943 г. е прехвърлен в район Куре, а от октомври 1943 г. до февруари 1944 г. отново е назначен в 1-ви въздушен флот, който по това време участва основно в учения. С влошаването на военната обстановка за Япония, Нагумо е мобилизиран на 4 март 1944 г. за да командва 14-и въздушен флот и Централният тихоокеански флот при Марианските острови.
На 15 юни 1944 г. започва битката за Сайпан. Военноморските сили на вицеадмирал Джисабуро Озава са надвити от американския 5-и флот в хода на решителното сражение за Филипинско море, в което Япония губи 3 самолетоносача и около 600 самолета. Тогава Нагумо и генерал-лейтенант Йошицугу Сайто са натоварени със задачата да запазят контрола над Сайпан. На 6 юли, изправен пред сигурна загуба, Нагано се самоубива с пистолет в слепоочието, вместо чрез традиционно сепуку. Тялото му е открито от морската пехота на САЩ в пещерата, в която прекарва последните си дни като командир на Сайпан.
Посмъртно е повишен на адмирал и награден с одрен на Златното хвърчило. Погребан е в Камакура, близо до гроба на сина си Сусуму Нагумо, убит в битка на борда на разрушителя „Кишинами“ на 2 декември 1944 г.